# Vadim Jaroščuk
Vadim Maksimovič Jaroščuk (in russo Вадим Максимович Ярощук?, in ucraino Вадим Максимович Ярощук?, Vadym Maksymovyč Jaroščuk; Kryvyj Rih, 2 aprile 1966) è un ex nuotatore sovietico, dal 1992 ucraino.
Specializzato nella farfalla e nei misti ha vinto due medaglie di bronzo alle Olimpiadi di Seoul 1988, nei 200 m misti e nella staffetta 4x100 m misti.

## Palmarès
- Olimpiadi
  - Seoul 1988: bronzo nei 200 m misti e nella staffetta 4x100 m misti.

- Mondiali
  - 1986 - Madrid: argento nei 400 m misti e bronzo nei 200 m misti.

- Europei
  - 1985 - Sofia: argento nei 400 m misti.
  - 1987 - Strasburgo: argento nei 200 m misti e bronzo nei 200 m farfalla.
  - 1989 - Bonn: oro nella staffetta 4x100 m mx.